# ブラックジャックによろしく
『ブラックジャックによろしく』は、佐藤秀峰による日本の漫画。研修医斉藤英二郎が目にする日本の大学病院や医療現場の現状を描く。2003年春に、TBS系列「金曜ドラマ」枠で連続ドラマ化（主演は妻夫木聡）された。

## 概要
2006年1月まで、講談社『モーニング』誌上で連載された。2002年、第6回文化庁メディア芸術祭マンガ部門優秀賞、2004年第33回日本漫画家協会賞大賞受賞。本作は2003年にTBS系列でテレビドラマ化された。臨床研修制度の不条理さ、医局の都合により歪められる医療、健康保険制度の矛盾、患者や家族との葛藤などを経て主人公は成長してゆく。
題名は手塚治虫の漫画『ブラック・ジャック』と『ブッキラによろしく!』に由来するが、内容的には直接の関係はない
第一部9巻から13巻までが、主人公の精神科での研修の描写に充てられ、日本で長く問題とされながら、タブー視され報道さえままならない、精神医療の複雑かつ社会的な問題（精神保健の項参照）がかなり克明に描かれている。第一部了後、1年以上にわたって連載が中断していたが、小学館の『ビッグコミックスピリッツ』に移籍し、2007年8号から『新ブラックジャックによろしく』と改題し「移植編」に舞台を移して連載を再開した。2007年15号の第8話までは毎週、以降隔週掲載のスタイルを経て、2010年33号でシリーズが完結した。2018年10月時点でシリーズ累計発行部数は1700万部を突破している。
最終巻（第二部9巻）は、佐藤がカバーイラストの報酬が支払われないことに激怒したなどの理由でカバーイラストの製作を拒否、結局タイトル以外は真っ白の表紙という異例の事態となった。その代わりとして、佐藤は2010年10月1日に幻のカバーイラストの製作の様子をニコニコ生放送とUstreamで生中継した。2012年4月には契約期間満了を待たずに講談社との出版契約を解除した（小学館の『新』は対象外）。オンラインコミック配信サイト『漫画 on Web』での無料配信は続けられている。
2012年9月15日より本作をあらゆる二次利用を自由にできるようにすることをTwitter上で発表。
2017年7月28日、Amazon Kindleにて配信されていた同作が何者かによって佐藤に無断で無償化され、佐藤にロイヤリティが支払われない状態となった。そのため、佐藤がAmazonへの抗議としてKindle版の同作のタイトルを『ブラックジャックによろちんこ』に変更した。これを受け、Amazonは同作のKindle版を「ファイルに品質上の問題が見つかった」との理由で販売中止としている。2022年現在はAmazonとのトラブルは解決し、『ブラックジャックによろしく 完全版』というタイトルで配信が続けられている。
無料でダウンロードできるものを有料で売れるのか？と佐藤は疑問に思ったが、完全版は予想以上に売れているとのこと。

## 二次利用の自由化の産物
著者は、2012年9月15日より本作の二次利用において著作権を行使せず、また事前の連絡も不要、ロイヤリティや報酬も一切要求としないことを公表した。以下はその産物である。なお、テレビドラマ化はこれより以前の展開であるため含まれない。
2013年1月、二次利用の自由化の産物として、漫画作品の続編の完全二次創作による小説が春日康徳の著でティー・オーエンタテインメントから発売された。カバーイラストは原作者が担当した。
2013年5月よりArte CorporationがYouTubeチャンネル『BlackJackniYoroshiku』にて、2013年9月よりstudioLIVEXがニコニコ生放送チャンネル『ぴよひなチャンネル』にて、それぞれボイスコミックを配信した。前者は白戸祐太郎、若林佑、内田梨恵が声をあて、後者は斉藤英二郎役を入江玲於奈、牛田克雄役を西垣俊作、出久根邦弥役を稲村透、誠同院長（服部脩）役を一条和矢、白鳥貴久役を伊藤健太郎、春日部教授（春日部一郎）役を藤田周が演じた。
2013年6月21日から同年7月31日にかけて、作者公認の下で本作のMAD作品コンテストがニコニコチャンネルにて行われる。
2013年8月ソフト・オン・デマンド系列でAV版「ブラックジャックによろしく」が発売。佐藤自身は制作を許諾していないものの、先述の通り著作権フリー化及び二次利用の自由を認めているため実現した。
2013年9月キヤノンピクサススペシャルポータルサイトPIXUS Roomにおいて、パロディ漫画「純正インクをよろしく」が公開される。
2013年9月にInfiniteによって、2013年12月に幸野ソロによって、2014年4月に劇団たいしゅう小説家によって、2014年9月にトウキョウ演劇倶楽部によって、各々、舞台演劇化された。これらも先述の通り著作権フリー化及び二次利用の自由化によるものである。
ACジャパン2016年度の結核予防会の支援キャンペーン「日本だけがなぜ」に本作が使用され、主人公の斉藤がメッセージの発信者に起用された。ただし声を担当した人物は公表されていない。

## 登場人物
内容記述は原作に準ずる。人物紹介は『新ブラックジャックによろしく』に掲載されたエピソードも含む。
斉藤 英二郎（さいとう えいじろう）
本作の主人公。名門の永禄大学卒の研修医。25歳。実家は千葉県銚子市とみられる。5人兄弟の2番目で、父親は中学校の英語教師。大学卒業時には医者としての理想を抱き希望に燃えていたが、実際の医療現場に携り、福利衛生の薄さ、理屈や正義で解決しない辛辣な現状を知ることとなる。性格は純粋で一直線。患者のためを思い奔走するが、そのたびに医局や教授、日本の医療事情の現実と衝突する。
- 基礎研修編

服部 脩（はっとり おさむ）
斉藤がアルバイト当直をする誠同病院の病院長。診療報酬が高いことから交通事故の救急患者を拒まず受け入れている。重体の救急患者に何も出来ずに逃げた斉藤に「オペはしろ」と諭し、「強くなれ」と激励する。
牛田 克雄（うしだ かつお）
斉藤がアルバイト当直をする誠同病院の勤務医。斉藤とともに当直したことを機に打ち解け、後にたびたび斉藤に当直を頼むことになる。
出久根 邦弥（でくね くにや）
斉藤の同期。やたらと合コンをやりたがる。要領が良く、斉藤ほど医師という職業に情熱を注いではいないため、円満な研修医生活を送る。
- 第一外科編

春日部 一郎（かすかべ いちろう）
永禄大学医学部第一外科の教授。30年手術ミスが無い名医といわれるが、実際は皮膚切開のみで普段はウナギの解剖と研究しかしていない。それにもかかわらず、教授であるがゆえに患者家族から高額な謝礼を受け取っている。
白鳥 貴久（しらとり たかひさ）
第一外科の医師で斉藤の指導医。手術は丁寧で実力もあり、患者の前では笑顔も見せる。延命処置は医療費の無駄遣いと考えている。教授が絶対的権力を握る医局制度に不満を持ち、医療制度を変えるためにいつかは自らが教授になろうと思っている。
金子 敏夫（かねこ としお）
斉藤が研修医として初めて受け持つ75歳の患者。内臓疾患を併発し昏睡状態に陥り、緊急手術等の延命措置で一命を取り留めるが、回復の見込みは薄かった。延命治療の是非を悩んだ斉藤が延命処置を試みるが、のちに中止しその後死亡。斉藤にとって初めて死を看取った患者となった。
- 第一内科編

久米 憲一（くめ けんいち）
第一内科（循環器内科）の医師で斉藤の指導医。「隣の医局は外国より遠い」とつぶやくなど、心臓外科との迅速な連携プレイに難がある。患者から一線を引く事なかれ主義者。
宮村 和男（みやむら かずお）
信濃町で小さな酒屋を経営している患者で38歳。不安定狭心症で転院してくるが、肝硬変も併発していた。横柄な態度で真実を話さず、院内部の事情を優先する医師たちについて不信感を抱いていたが、自分のために熱心に取り組む斉藤に心を開いていく。
藤井 義也（ふじい よしなり）
心臓外科医の教授。手術は年数回しか行っておらず、金と女と権力が大好きで医者というより政治家に近い。オープンカーで出勤し軽い言葉でナンパをする。斉藤が宮村を退院させ別の病院を紹介したことから斉藤と対立する。
赤城 カオリ（あかぎ かおり）
手術部勤務の看護師。色っぽい風貌で、藤井教授から何度もナンパされている。現実的で冷静に周囲を観察し、その一方で心臓外科医「北三郎」を紹介するなど、医療現場で奮闘する斉藤を応援している。
実家は北海道亀田郡七飯町大沼で、幼い頃よりI型糖尿病を患い、父親の腎臓を移植された経験を持つ。しかし移植した腎臓が機能しなくなり、それに因る腎不全から人工透析を受けていることが移植編で明らかにされた。斉藤が提案した斉藤自身からの腎臓の提供を悩みながら受け入れる。手術後、透析にとらわれない普通の生活を取り戻すとともに実家に戻り、のちに大沼国定公園内の釣り堀で働く中学時代の同級生と結ばれた。
北 三郎（きた さぶろう）
南林間病院の心臓外科医。一匹狼タイプの敏腕医師であり、日本の大学の医療に絶望し、オーストラリアで修行を積んだ。年間約250件の心臓バイパス手術をこなす。手術後は必ずスナックでカラオケを歌う。
鳥 一郎（とり いちろう）
北の後任の心臓外科医。
道場 久善（みちば ひさよし）
第一内科研修医。地味で貧乏な町医者である祖父を疎み最先端医療を志して永大付属病院に入局するが、別大学出身ゆえに院内で冷遇されストレスから過食症になる。病院から逃げ出し実家に帰るが、斉藤の説得と石丸の臨終・通夜に立会ったことで考えが変わり、永大に戻る決意をする。
道場の祖父
国分寺の自宅で「道場診療所」を営む開業医。「薬を使わずに治すのが名医」「お金はあるかたからいただく」をモットーとしている。
石丸 徳（いしまる とく）
道場の祖父の友人で資産家。道場の祖父と出会った当初は彼の診療方法に疑念を持つものの、人柄に惹かれて以来50年来主治医とする。末期ガンを患い市内の病院に入院するが、寂しさから1ヶ月で無理やり退院して自宅に戻り、道場の祖父に最期を看取られる。
- NICU（新生児集中治療室）編

高砂 春夫（たかさご はるお）
新生児集中治療室（NICU）の医師で斉藤の指導医。子供が4人おり妻は看護師。強面で仕事中はオシメをかぶっている。経験的に未熟児を自分の子供として受け入れられない親をうまく結びつける反面、家族には深入りしないという信念を持つ。そのため逆に斉藤に未熟児医療の信義を問われ思い悩み、斉藤に対して一計を案じた。
皆川 由紀子（みながわ ゆきこ）
新生児集中治療室（NICU）の看護師。後に斉藤と交際関係を持つが、仕事一筋な斉藤にもどかしさを感じることが多い。現場で騒動を起こす斉藤に振り回されるため看護師を辞する覚悟を決めたこともあったが、今では嘱望される看護師として職責を果たそうと努力している。後に脳外科に異動する。
移植編では斉藤との別れを考えながらも、斉藤と赤城の付き添いを行う。移植医療について斉藤の考えを理解できずに思い悩むが、手術終了まで斉藤に付き添った。結婚を考えていた斉藤とその後別れ、看護師を辞したのち別の男性と結婚した。
田辺 秀勝（たなべ ひでかつ）
弁護士。未熟児で誕生しダウン症の双子の子供に対し、手術を拒否するなど冷徹な態度をとるが、実は誰よりも子供を愛している。精子減少症で夫婦で不妊治療をしていた。
田辺 佳子（たなべ けいこ）
秀勝の妻。妊娠28週で双子の子供を出産。しかし未熟児で誕生しダウン症を抱える子供に対して戸惑うとともに、子供を巡り秀勝とうまく行かなくなり苦悩する。
- 小児科編

安富 良之（やすとみ よしゆき）
常に笑顔を絶やさない初老の小児科医で斉藤の指導医。赤字と人手不足の小児科の現状を憂いている。斉藤との当直中、救急患児の受け入れを満床の理由で拒否。結果、患児が死亡したことを斉藤に告げる。斉藤は憤り混乱するが、受け入れは物理的に無理であり努力や根性で解決はできないことがあると斉藤を教え諭す。顔は向井万起男に酷似。
- 第四外科編

堀内 清司（ほりうち きよし）
第四外科（腫瘍外科学）の教授。研修医としてやってきた斉藤に対し「分をわきまえない人間はがん細胞と同じ」と告げる。
庄司 直樹（しょうじ なおき）
斉藤の指導医。性格は明るく軽いノリだが仕事はよくでき、次期教授候補でもある。抗がん剤を使用しがんと戦う方針の医師。児玉の闘病と死をきっかけに、抗がん剤の見解をめぐり宇佐美と不仲である。後に宇佐美と和解し緩和ケア科を創設する。
宇佐美 孝志（うさみ たかし）
第四外科の医師。庄司とは同期だが、児玉の死をきっかけに極力抗がん剤を使用しない方針のため不仲。後に庄司と和解し緩和ケア科の医師となる。
内海 まどか（うつみ まどか）
宇佐美が担当する全身にがんの転移が進んでいる患者で26歳。宇佐美と出会ってから抗がん剤を使用せず、がんと付き合いながら天寿を全うする選択をする。
辻本 良江（つじもと よしえ）
膵がんを患った43歳の患者で、夫と2人の子供がいる主婦。膵臓切除の手術後、庄司の勧めで標準的な抗がん剤治療を受け副作用に打ち勝つが、治療の効果は無かった。既にがんが肺に転移したことも判明しており病状が悪化。斉藤から病状と余命の宣告をされショックを受ける。宇佐美や内海と出会ったり、斉藤の説得などを受けて模索した結果、別の抗がん剤治療を受けて延命しつつ自分と家族にとって最善の末期を送っていく。
辻本 正志（つじもと まさし）
良江の夫で45歳。良江の体調の異変にいち早く気付き、病院に行く事を勧めた。良江が末期がんと知らされ思い悩む。
辻本 良彦（つじもと よしひこ）
辻本良江と正志夫妻の長男。中学生。良彦が熱を出して病院に行った際に、彼に付き添っていた良江を見た医師が黄疸が出ている事を指摘した事で良江の病気が発覚するきっかけとなった。明るく元気な性格の少年だが、良江の本当の病状を知ってからはそのショックから自暴自棄となり、書店で万引きをするなど情緒不安定になるが、徐々に冷静さを取り戻す。
辻本 久子（つじもと ひさこ）
辻本良江と正志夫妻の長女で良彦の妹。小学生。旅行先のトイレを怖がるなど子供らしさのある性格だが、良江の本当の病状を知ってからは良江から料理の仕方を教わろうとするなどしっかりした性格となる。
児玉 典子（こだま のりこ）
10年前に庄司と宇佐美が担当した末期の膵臓がんの患者で当時23歳。未承認の抗がん剤治療を受け延命に成功するものの完治には及ばず、高額な医療費と目前に迫る死の恐怖に怯え続けることとなる。宇佐見の求婚を受け入れた直後に死去。享年24。
- 精神科編

伊勢谷（いせや）
精神科医で斉藤の指導医。新聞記者の門脇を通じて、精神科の現状を世に知って欲しいと願う。
門脇 耕太郎（かどわき こうたろう）
読捨新聞社の記者。精神科の内情を新聞記事にすることで、精神病の患者に対する偏見を無くそうと、精神科へ体験入院する。
小沢（おざわ）
精神科に入院している統合失調症の患者。卓球が得意。元来、真面目で勤勉な大学生であったが、打ち解け合える友人や恋人は居ず孤独であった。就職活動に失敗し、大学卒業後は就職浪人となりコンビニでアルバイト勤務をするが、店長に窃盗の疑いをかけられ統合失調症を発症し永大病院に入院した。早川との恋愛や斉藤の努力の甲斐あって回復の兆しが見え退院するが、周囲の偏見に押しつぶされ自殺を図る。緊急手術で一命を取り留め、快方に向かう。作中では「小沢」という姓のみしか明かされておらず、下の名前は登場しない。
早川 小百合（はやかわ さゆり）
精神科に入院している統合失調症の患者。「ウェンディ」と自称し、「ティンカー・ベル」を探し「ピーターパン」を待ち続けている20歳。旧姓は「磯山」。中学時代に両親が離婚し、母に引き取られ転居に伴い転校する。環境や人間関係の変化などのさまざまな要因が重なり、家出や援助交際をするようになり、妊娠・人工妊娠中絶を経て、統合失調症を発症。堕胎したことに罪の意識を持ち続けている。院内で小沢と出会い、彼の誠実な人柄に触れていくうちに彼女も小沢に好意を持ち快方に向かうも、病院の近隣住民の女性から罵声を浴びせられた事で症状が悪化、またその直後に小沢の自殺未遂を知りショックを受けるが、一命を取り留めた彼と再会した事で快方に向かう。
小沢の母
息子思いだが、体裁を気にするゆえに息子の統合失調症を周囲に伏せ早期退院を望んでいた。しかし息子が自殺を図り、退院を判断した伊勢谷と斉藤を責める。
小百合の母
離婚後は小百合を引き取り繁華街のホテルの清掃員の職に就くが、離婚の心労や仕事の忙しさなどもあり娘の変化に気付けずにいた。小百合の家庭内暴力を機に、彼女の統合失調症罹患を知る。小百合の入院後は一度も病院に面会に来なかったが、斉藤の説得により病院を訪れる。
志村 秀治（しむら・しゅうじ）
小学校児童殺傷事件の犯人。37歳。小学校に刃物を持って侵入、生徒8人を殺害した。過去に精神安定剤入りのお茶を同僚に飲ませ逮捕。その後不起訴となり精神科に入院させられる。精神安定剤を大量に飲み、朦朧となって犯行を起こしたと報道されるが、伊勢谷がその矛盾を指摘する。 死刑になるために殺人を犯したとも供述。彼が起こした事件がもとで精神病患者に対しての偏見が広がり、小沢や早川の病状が悪化してしまう原因となった。※作品中で登場人物達と直接関わる場面や実際に話す場面は一切ない。
- 移植編

近藤 ムツミ（こんどう ムツミ）
泌尿器科の医師で斉藤の指導医。夫（近藤 敏夫）とは逆に移植医療には反対の考えを持つ。旧姓は「オオサワ」。額のテカリが特徴で、最終話では男の子を出産したエピソードが加えられた。
移植に反対の考えを持ったのは、過去、独身時代に高輪教授の娘（美和）の治療に携わり、自身の腎臓提供を美和に申し入れたものの、自殺という結果を招いたことによる。斉藤（ドナー）が提案した赤城への生体腎移植では彼の腎臓を取り出す手術を担当した。
近藤 敏夫（こんどう としお）
近藤ムツミの夫。泌尿器科兼先進移植医療が専門。若い頃はオールバックのヘアスタイルでジャージを愛用。夜遊びと女遊びを好む。
斉藤自身が申し出た生体腎移植に対し、症例検討会議や腎移植を諮る倫理委員会では移植賛成を押し通す。赤城（レシピエント）に斉藤の腎臓を移植する手術を担当した。
高輪教授（たかなわきょうじゅ）
泌尿器科の教授。かつて腎臓と一緒に膵臓を摘出し、殺人罪や死体損壊罪で告訴されたことがある。
高輪 美和（たかなわ みわ）
泌尿器科教授、高輪の娘。腎不全のため10歳から透析医療に入ったが、透析の影響で成長が止まり、10歳の頃の容姿のまま大人となった。高輪が教授でなかった頃、脳死者ドナーからの腎移植を受けるが、強い拒絶反応により再び腎不全に。その際、近藤敏夫が手術を担当している。その後、腎移植の是非を思い悩み飛び降り自殺。享年18。
吉田 浩（よしだ ひろし）
交通事故で永大病院に運ばれたあと脳死状態になった20歳の専門学校生。臓器提供意思表示カードを所持し、移植のすべての項目に同意していたため、結果的に臓器提供者となった。看護師の皆川が吉田の担当看護師として、彼の両親とともに脳死判定テストに立ち会う。皆川にとって彼の存在が、腎臓提供を考えている斉藤に対する理解の一助となった。臓器摘出の際は、近藤ムツミが腎臓摘出チームのリーダーを担当するとともに、ムツミの指名で斉藤が助手になっている。
赤城 希美（あかぎ のぞみ）
赤城カオリの姉。幼い頃は勝ち気ながら糖尿病を患う妹思いだったが、父親からの腎臓移植に失敗した妹が実家を捨てて上京したことに憤り、妹と断絶している。妹を心配する母親と妹の関係も断ち切ろうとしていた。しかし皆川の説得により妹に対する自分の思い込みを改めて、妹と和解している。

## 書誌情報

### 単行本
- 佐藤秀峰 『ブラックジャックによろしく』 講談社〈モーニングKC〉、全13巻
  1. 2002年6月21日第1刷発行、ISBN 4-06-328825-0
  2. 2002年6月21日第1刷発行、ISBN 4-06-328826-9
  3. 2002年10月23日第1刷発行、ISBN 4-06-328849-8
  4. 2003年1月23日第1刷発行、ISBN 4-06-328862-5
  5. 2003年4月22日第1刷発行、ISBN 4-06-328884-6
  6. 2003年7月23日第1刷発行、ISBN 4-06-328893-5
  7. 2003年11月20日第1刷発行、ISBN 4-06-328917-6
  8. 2004年2月23日第1刷発行、ISBN 4-06-328936-2
  9. 2004年7月23日第1刷発行、ISBN 4-06-328971-0
  10. 2004年10月22日第1刷発行、ISBN 4-06-328989-3
  11. 2005年4月22日第1刷発行、ISBN 4-06-372411-5
  12. 2005年9月21日第1刷発行、ISBN 4-06-372465-4
  13. 2006年1月23日第1刷発行、ISBN 4-06-372488-3
- 佐藤秀峰 『新ブラックジャックによろしく』 小学館〈ビッグコミックススペシャル〉、全9巻
  1. 2007年4月1日初版第1刷発行、ISBN 978-4-09-181189-9
  2. 2007年8月4日初版第1刷発行、ISBN 978-4-09-181477-7
  3. 2007年12月31日初版第1刷発行、ISBN 978-4-09-181817-1
  4. 2008年6月4日初版第1刷発行、ISBN 978-4-09-182078-5
  5. 2008年11月4日初版第1刷発行、ISBN 978-4-09-182295-6
  6. 2009年6月3日初版第1刷発行、ISBN 978-4-09-182553-7
  7. 2009年11月4日初版第1刷発行、ISBN 978-4-09-182700-5
  8. 2010年5月3日初版第1刷発行、ISBN 978-4-09-183117-0
  9. 2010年10月5日初版第1刷発行、ISBN 978-4-09-183469-0

### その他
講談社版の2次利用フリー化に伴い、2012年11月からは双葉社から廉価版が発行されている。印税を作者へ支払わない事により2巻分を450円という低価格となっている。また電子書籍各社から講談社版の全巻が無料で配信されている。
このほか、東京国際ブックフェアなどで大日本スクリーン製造株式会社製のオンデマンド製本機実演デモで単行本が製作され、来場者に配布される。

## テレビドラマ
2003年4月11日より6月20日まで毎週金曜日22:00 - 22:54（初回は15分拡大（22:00 - 23:09））に、TBS系列の「金曜ドラマ」枠で放送された。主演は妻夫木聡。
更に2004年1月3日（土曜日）21:00 - 23:24に、新春ドラマ特別企画として、「ブラックジャックによろしく〜涙のがん病棟編〜」が放送された。視聴率13.1%。

### ストーリー
名門「永禄大学医学部」を卒業した斉藤英二郎（妻夫木聡）は、永禄大学附属病院で研修医として働くことになった。医師になるには医師免許を取得してから2年間、実際の現場の指導医の元で臨床研修を受けなければならない。しかし、月給は3万8千円。上京して一人暮らしをしている英二郎はそれだけでは当然足りない。そのために、他の病院で夜間救急の当直医のアルバイトをすることになるが、結果として厳しい日本の医療事情を身を以て経験することとなる。
研修医・英二郎が持つ理想の医療現場とは掛け離れた、病院が抱えている矛盾や医療問題に、苦悩しつつも懸命に立ち向かっていく姿を描いていく。
基本的には原作に沿った内容になっているが、変更点やオリジナルの展開およびキャストも多い。
ドラマでは5つの医局に派遣された。
- 「第一外科（一般外科・消化器外科）」編（第1話 - 第2話）
- 「第二内科（循環器内科）」編（第3話 - 第5話）
- 「NICU（新生児集中治療室）」編（第6話 - 第9話）
- 「小児科」編（第9話 - 最終話）
- 「第四外科（癌病棟）」編（スペシャル版）

### キャスト
共通部
斉藤 英二郎 - 妻夫木聡
実家は北海道函館市と設定された。
皆川 泰子 - 国仲涼子（特別出演）
赤城 カオリ - 鈴木京香
斉藤とはバイト先の病院で出会う等原作とは違う設定多数となっている。
出久根 邦弥 - 加藤浩次（極楽とんぼ）
ドラマ版では医者の息子で5浪して永禄大学に入学したという設定に変更されており、原作よりも出番が増えている。
宗形 正臣 - 松尾政寿
椿 理沙子 - 綾瀬はるか
田中 恵美 - 今井陽子
誠同病院
服部 脩 - 緒形拳
牛田 克雄 - 杉本哲太
第一外科編
春日部 一郎 - 伊東四朗
金子 敏夫 - 三川雄三
金子 明子 - 泉ピン子
敏夫の親族
金子 満男 - 河原田ヤスケ
敏夫の親族
白鳥 貴久 - 三浦友和
第一内科編
久米 憲一 - 甲本雅裕
川上 寛 - 浅野和之
宮村 和男 - ガッツ石松
ドラマ設定では53歳。
斉藤 トモ子 - 浅茅陽子
斉藤の母親
藤井 義也 - 石橋凌
北 三郎 - 原田芳雄
鳥 一郎 - 神保悟志
NICU（新生児集中治療室）編
高砂 春夫 - 笑福亭鶴瓶
田辺 秀勝 - 吉田栄作
田辺 佳子 - 横山めぐみ
大久保（おおくぼ） - 中丸新将
救急搬送された新生児の父親 - 瀬戸陽一朗
小児科編
安富 良之 - 鹿賀丈史
石川（いしかわ） - 小林すすむ
原　なつみ - 久保結季
第四外科編
内海 まどか - 伊東美咲
児玉 典子 - 藤谷美紀
庄司 直樹 - 阿部寛
宇佐美 孝志 - 石橋貴明
辻本 良江 - 薬師丸ひろ子（特別出演）
辻本 正志 - 梨本謙次郎
堀内 清司 - 古谷一行
当連続ドラマやTBSの新春ドラマ企画（2004年1月3日放送）では川淵 清司（かわぶち きよし）となっている。
その他の出演者
- 謎の客 - 小林薫
- 謎の客 - 川村ひかる
- 店主 - 岩松了

※小林と岩松は終盤で物語のカギを握る人物として本格的に登場する予定だったが、トラブルのため第5話で途中降板。
スペシャル
- 謎の患者 - 山本圭壱（極楽とんぼ）

### スタッフ
- 原作 - 佐藤秀峰「ブラックジャックによろしく」（モーニング・講談社）
- 脚本 - 後藤法子
- 音楽 - 長谷部徹
- 演出 - 平野俊一・三城真一・山室大輔
- 主題歌 - 平井堅「LIFE is... 〜another story〜」（DefSTAR RECORDS）
アルバム「LIFE is...」のタイトル曲をドラマ主題歌用に再アレンジしたもの。
- 演出補 - 山室大輔・山崎統司・茂山佳則・寺地雄一郎・金澤麻樹・小嶋隼人
- プロデュース補 - 壁谷悌之・中島理恵子
- 医療監修 - 長星憲・加部一彦・南淵明宏（心臓外科医）
- 医療協力 - 北里大学病院（神奈川県相模原市）
- 撮影協力 - 緑山スタジオ・シティ
- チーフプロデューサー - 貴島誠一郎
- プロデュース - 伊與田英徳
- 制作 - TBSエンタテインメント（現・TBSテレビ）
- 製作・著作 - TBS（現・TBSホールディングス）

### 放送日程
連続ドラマ
| 各話                                                       | 放送日        | サブタイトル         | 演出     | 視聴率 |
| ---------------------------------------------------------- | ------------- | -------------------- | -------- | ------ |
| 第1話                                                      | 2003年4月11日 | 医者ってなんなんだ!? | 平野俊一 | 15.4%  |
| 第2話                                                      | 4月18日       | 延命治療             | 平野俊一 | 15.7%  |
| 第3話                                                      | 4月25日       | 一流の嘘             | 三城真一 | 14.6%  |
| 第4話                                                      | 5月02日       | 無力な研修医         | 三城真一 | 12.1%  |
| 第5話                                                      | 5月09日       | 医療はギャンブルか   | 平野俊一 | 13.6%  |
| 第6話                                                      | 5月16日       | 小さな命             | 平野俊一 | 12.6%  |
| 第7話                                                      | 5月23日       | 愛する涙             | 山室大輔 | 14.3%  |
| 第8話                                                      | 5月30日       | 命の選択             | 三城真一 | 14.4%  |
| 第9話                                                      | 6月06日       | 弟の命名             | 平野俊一 | 12.6%  |
| 第10話                                                     | 6月13日       | 幼い叫び             | 三城真一 | 16.0%  |
| 最終話                                                     | 6月20日       | 戦場!                | 平野俊一 | 14.3%  |
| 平均視聴率 14.2%（視聴率は関東地区・ビデオリサーチ社調べ） |               |                      |          |        |

スペシャル
| 放送日       | サブタイトル                                  | 演出     | 視聴率 |
| ------------ | --------------------------------------------- | -------- | ------ |
| 2004年1月3日 | ブラックジャックによろしく 〜涙のがん病棟編〜 | 平野俊一 | 13.1%  |

### 撮影協力
- 日本医科大学附属千葉北総病院（現・日本医科大学千葉北総病院、千葉県印旛郡印旛村）（現・印西市）
- （株）日立製作所 日立総合病院（茨城県日立市城南町）
- 川崎市立井田病院（神奈川県川崎市）
- 国保鋸南病院（千葉県安房郡鋸南町）
- 医療法人社団 桐光会 調布病院（東京都調布市）
- 医療法人 公仁会 大和成和病院（神奈川県大和市）
- 医療法人 小塙病院（茨城県小美玉市）
- 日本障害者雇用促進協会 障害者職業総合センター（千葉県千葉市美浜区）
- 東京工科大学 日本工学院八王子専門学校（東京都八王子市）
- 財団法人 日本ダウン症協会（東京都新宿区）
- フォレスト・イン昭和館（東京都昭島市）
- 多摩川・府中四谷橋（東京都府中市） ほか

### その他
- 大半は原作どおりではあるが、ストーリーや登場人物の設定が原作から変更されている部分も多い。

| TBS系列 金曜ドラマ                                | TBS系列 金曜ドラマ                                     | TBS系列 金曜ドラマ                    |
| 前番組                                            | 番組名                                                 | 次番組                                |
| ------------------------------------------------- | ------------------------------------------------------ | ------------------------------------- |
| 高校教師 （2003年版） （2003年1月10日 - 3月21日） | ブラックジャックによろしく （2003年4月11日 - 6月20日） | Stand Up!! （2003年7月4日 - 9月12日） |